# Bad Romance
Bad Romance è un singolo della cantante statunitense Lady Gaga, pubblicato il 23 ottobre 2009 come primo singolo tratto dall'EP The Fame Monster.
Considerato uno dei brani più popolari della cantante, è diventato una hit mondiale e nel 2010 ha venduto circa 9.7 milioni di copie, diventando il secondo singolo più venduto a livello globale di quell'anno, dietro solo a Tik Tok di Kesha. Nel 2013 è arrivato a vendere, solamente negli Stati Uniti, 10 milioni di copie digitali, diventando il primo singolo nella storia di un'artista femminile a ricevere il "Digital Diamond Award" dalla RIAA. Ad oggi, le stime di vendita si attestano intorno alle 12 milioni di copie vendute mondialmente.
Tra i numerosi premi, ha ricevuto due Grammy Awards come Miglior performance vocale femminile pop e, per la clip, come Miglior video in forma corta; il video è stato anche onorato con 7 MTV Video Music Awards, risultando uno dei più premiati della storia. Secondo la rivista TIME, il brano e il video sono rispettivamente tra i 100 migliori e i 30 migliori della storia. Billboard ha invece decretato il videoclip come il migliore del ventunesimo secolo.
Nel 2021 Rolling Stone ha inserito il brano nella sua lista delle 500 migliori canzoni di tutti i tempi.

## Descrizione
La canzone, il cui motivo iniziale è una trasposizione del tema della fuga in Si minore BWV 869b di Bach, è prodotta da RedOne ed è ispirata alla paranoia che la cantante ha affrontato durante il suo primo tour l'anno precedente in Australia. La canzone, che fa venire subito alla memoria per il suo sound Poker Face, si basa sulle esplorazioni dei sentimenti e dei pensieri suscitati da una pessima storia d'amore. In alcuni versi il brano fa riferimento alle pellicole di Alfred Hitchcock (I want your psycho, your vertigo stick/ Want you in my rear window).
Una versione demo della canzone appare per la prima volta sul web il 3 ottobre 2009 e viene utilizzata durante la Paris Fashion Week come base per la presentazione della collezione Plato's Atlantis di Alexander McQueen, l'ultima del celebre stilista prima del suicidio.
Il 7 novembre 2010 la canzone viene premiata agli MTV Europe Music Awards come miglior canzone dell'anno, superando California Gurls di Katy Perry, Love the Way You Lie di Eminem e Rihanna, Rude Boy di Rihanna, e OMG di Usher.

## Video musicale
Le riprese del video sono iniziate il 16 ottobre, come ha annunciato sul suo profilo di Twitter la coreografa Laurie Ann Gibson, la stessa di LoveGame e Paparazzi, ed è stato trasmesso in prima visione assoluta sul sito ufficiale ladygaga.com il 10 novembre 2009. In un'intervista concessa dal settimanale Rolling Stone, la cantante ha confermato che il regista del suo nuovo video sarebbe stato Francis Lawrence e che la maggior parte degli abiti presenti nel video sono stati forniti dal designer Alexander McQueen. La location è una specie di camera mortuale tutto bianco in cui Lady Gaga viene rapinata, drogata e condannata a schiavitù sessuale, insieme a un gruppo di ballerine, dalla mafia russa.

### Sinossi

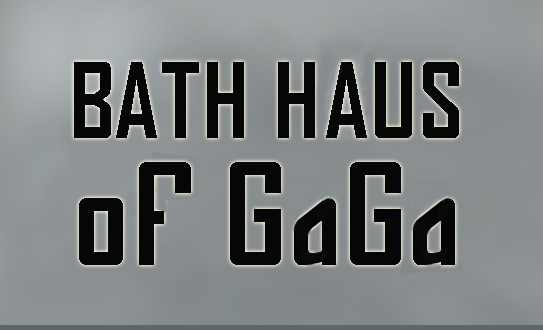
«BATH HAUS of GaGa», iscrizione che compare nel video di Bad Romance

Nella prima scena la cantante e le ballerine escono insieme da alcune bare indossando un copricapo che copre anche il viso, a forma di corona; quello di Gaga si distingue da quello delle ballerine perché copre gli occhi mentre le ballerine hanno il viso quasi totalmente nascosto, con solo due buchi per gli occhi, nascondendo il naso e la bocca come delle mascherine, che le rende irriconoscibili. Lady Gaga canta poi la canzone mentre si guarda allo specchio, indossando un costume nero disegnato da Alexander McQueen e una stravagante corona, creata dalla Haus of Gaga. Successivamente viene drogata e fatta prostituire. Attorniata da un gruppo di ballerine che le strappano di dosso un cappotto, la cantante, indossando un copricapo con filamenti d'argento intrecciati, opera, alla stessa maniera del costume argentato, dello stilista Franc Fernandez, si esibisce di fronte a una schiera di uomini, che la guardano sorseggiando bicchieri di vodka ghiacciata.
A un certo punto, la cantante avanza verso uno di questi e si siede a cavalcioni sulle sue gambe in maniera provocatoria; nonostante tutto, guadagna l'apprezzamento dei giudici che l'acquistano per un milione di dollari. Dopo questa scena la cantante compie la coreografia. Contemporaneamente, Lady Gaga è mostrata in totale nudità in una stanza leggermente illuminata, mentre si massaggia la schiena e i fianchi, o mentre si volta verso lo spettatore. Poi canta i versi della terza strofa seduta o alzata con un abito dorato e le "Armadillo Shoes" della collezione Platos Atlantis dello stilista Alexander McQueen. Nelle scene seguenti del video, Lady Gaga è ritratta come una donna eterea, in procinto di salvarsi dal pericolo, perché si dirige verso il boss al quale è stata venduta (il quale ha un poggia mento dorato e sorseggia della vodka) e, dopo essersi tolta la pesante pelliccia bianca d'orso polare creata dallo stilista Benjamin Cho, incendia il letto incenerendo l'uomo. Queste immagini sono intervallate da primi piani di Gaga distesa sul pavimento o dal balletto, nella stanza iniziale delle bare, con un corpo di ballerini mascherati.
Sono tutti vestiti con abiti rossi disegnati da Alex Noble e alla fine della performance la cantante si mette al centro e tutti la circondano, due di loro si chinano e si spengono ritmicamente le luci. L'ultima scena ritrae Lady Gaga con una sigaretta tra le labbra sul letto del boss, con lo scheletro del giovane e con indosso un reggiseno che spara scintille, ennesima invenzione della Haus of Gaga, mentre la telecamera si allontana. Gaga è riuscita a riscattarsi.

### Premi
Nel 2010, Bad Romance ha ottenuto un International Dance Music Award per il miglior video musicale. Il 3 agosto 2010 sono state annunciate le nomination agli MTV Video Music Awards 2010 e il video si è rivelato uno dei più sorteggiati della cerimonia, avendo ricevuto ben dieci nomination come: Video dell'anno, Miglior video femminile, Miglior video pop, Miglior video dance, Miglior scenografia, Miglior fotografia, Miglior coreografia, Miglior regia, Miglior montaggio e Migliori effetti speciali. Il 12 settembre Lady Gaga si è aggiudicata sette dei sopracitati premi, trionfando nelle categorie Video dell'anno, Miglior video femminile, Miglior video pop, Miglior video dance, Miglior regia, Miglior coreografia e Miglior montaggio.
Lady Gaga ha trionfato con questo brano per la prima volta nella sua carriera nella categoria Best Song anche nella cerimonia autunnale degli MTV Europe Music Awards 2010, condotta a Madrid da Eva Longoria. L'anno precedente la cantante non era riuscita a portare a casa il premio con il brano Poker Face, in competizione nella stessa categoria, vinto invece da Halo di Beyoncé.
Nel 2011 la clip di Bad Romance si è anche aggiudicata il Grammy Award come Miglior video in forma corta.

### Visualizzazioni
Dopo circa sei mesi dall'uscita, Bad Romance è diventato il video più visto nella storia di YouTube con 180 milioni di visualizzazioni. Tale record è poi stato battuto il 16 luglio 2010, dopo 93 giorni, dal video di Baby di Justin Bieber. È stato inoltre uno dei primi video pubblicati su un canale Vevo ad aver ottenuto la certificazione omonima. Il 31 dicembre 2018 il videoclip sorpassa ufficialmente il miliardo di visualizzazioni, diventando il primo dell’artista a raggiungere tale traguardo.

### Accoglienza
Tim Stack di Entertainment Weekly ha paragonato una parte della coreografia del video al video musicale di Thriller. Ha commentato: «Non penso che Gaga sia mai sembrata più bella che nei primi piani in cui è più svestita». Jennifer Cady di E! è rimasta colpita dal video e ha dichiarato: «Questo video musicale ci fa realmente stimare tutto quello che effettivamente Gaga rende alla musica pop. Lei è fantastica da guardare, semplice e spontanea. [...] Abbiamo bisogno di qualcuno come Gaga per promuoverla davvero. Per esprimere una reale opinione e assisterla nella sua opera in modo tale che si senta viva». Daniel Kreps di Rolling Stone ha scritto che alcune scene del video musicale sono memori delle opere di Stanley Kubrick. Ha poi aggiunto che in Bad Romance, Gaga descrive i suoi pensieri più folli.
La canzone Bad Romance è stata utilizzata come sigla di apertura e chiusura delle partite di calcio della Serie A e Serie B TIM nel 2009-2010.

## Esibizioni dal vivo

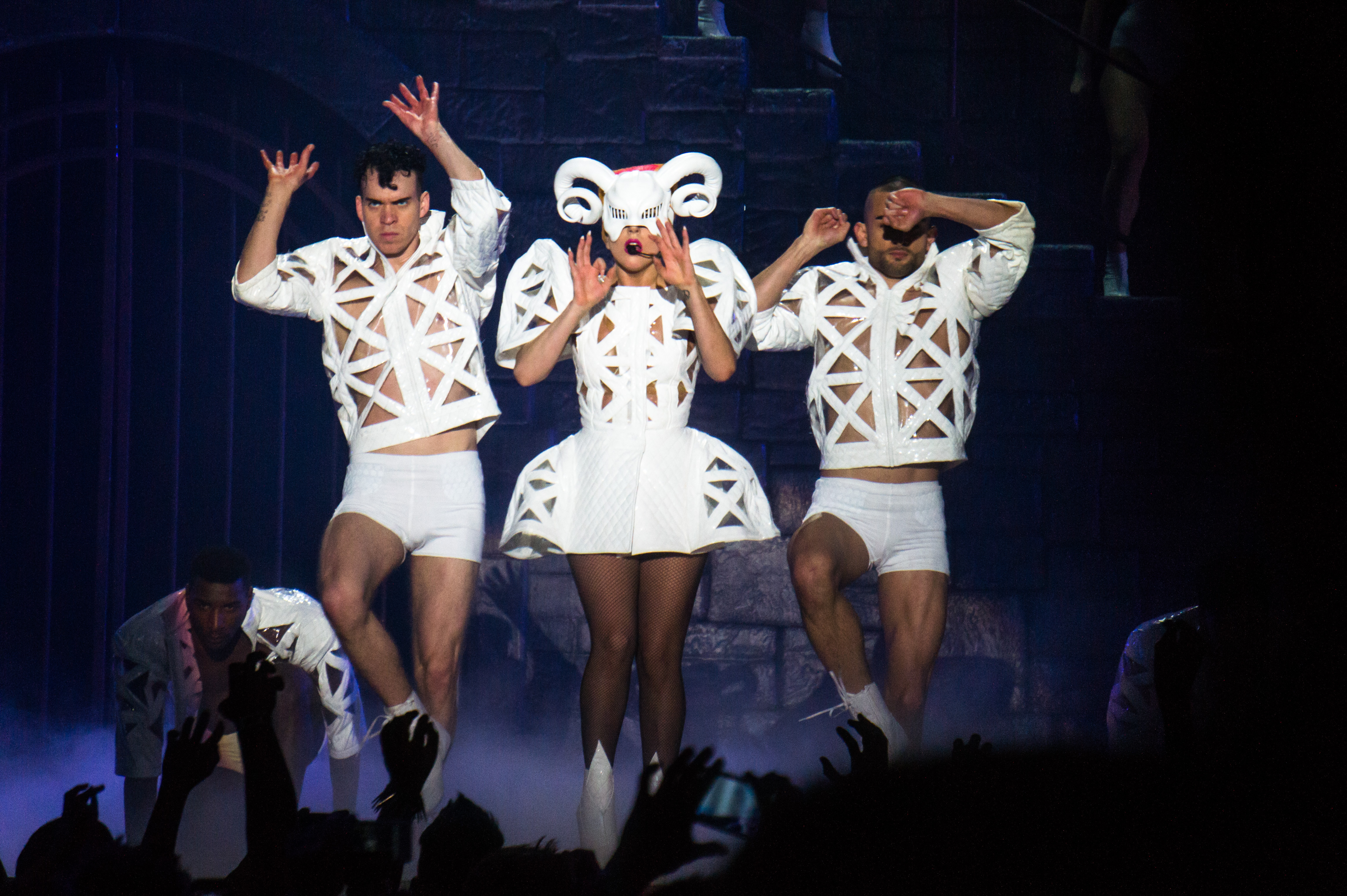
Lady Gaga canta Bad Romance durante il Born This Way Ball del 2012

Parte della canzone venne interpretata da Gaga durante lo show americano Saturday Night Live del 3 ottobre 2009. Gaga ha indossato un body attillato nero con inserti metallici, completato da un enorme giroscopio soprannominato The Orb, disegnato da Nasir Mazhar e dalla Haus of Gaga. Dopo aver cantato LoveGame, Gaga si è seduta al piano ed ha cantato il ritornello di Bad Romance in versione acustica.
Nell'episodio numero 10 della serie TV Gossip Girl Gaga ha cantato una versione adattata al contesto della puntata. La performance ha avuto luogo durante uno show privato organizzato dal personaggio della serie, Blair Waldorf. In un'intervista con MTV, Gaga ha spiegato che la sua performance fu ispirata da sua sorella. Ha dichiarato di non voler interferire con la trama della storia, e di essersi concordata con gli sceneggiatori per inserire la performance nella trama. Per la performance Gaga ha indossato un abito da sera rosso, con uno strascico lungo più di undici metri. In accordo col produttore esecutivo della serie, Stephanie Savage, la canzone conteneva il testo Gossip Girl durante lo svolgimento.

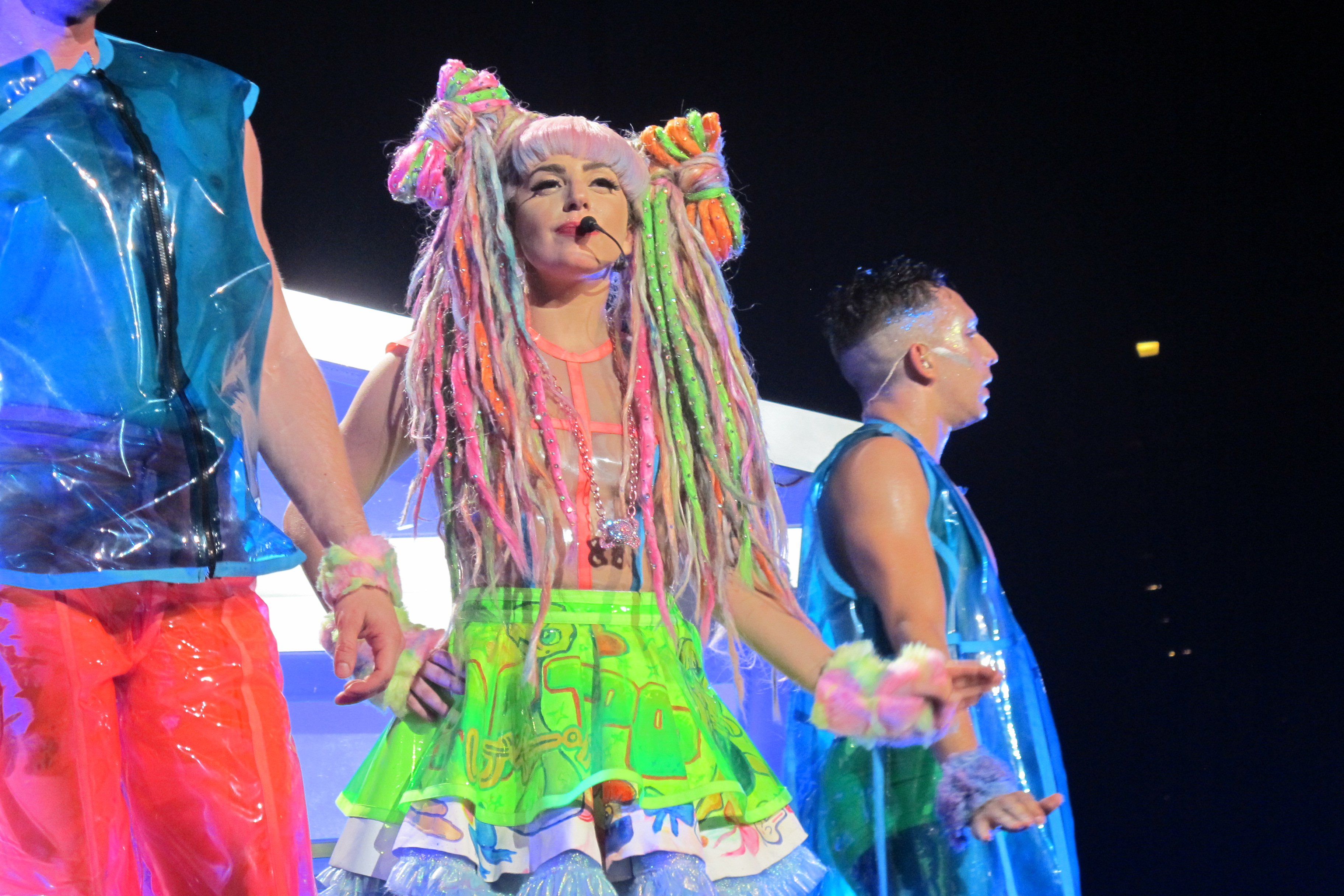
La cantante mentre interpreta il brano durante l'ArtRave: The Artpop Ball

Gaga ha cantato il brano anche in occasione degli American Music Award del 2009, includendo un medley di Speechless, da The Fame Monster. Gaga ha indossato un body color nudo con particolari in feltro, e degli accessori in plastica bianca quali una corazza ed un casco, creati per imitare il cranio, la colonna vertebrale e la cassa toracica.
Lady Gaga ha cantato Bad Romance anche durante lo show The Jay Leno Show dove ha indossato occhiali scuri ed una giacca con spalline esageratamente imbottite. I suoi ballerini indossavano abiti ispirati al sadomaso. Sia Bad Romance che Speechless furono interpretati anche all'Ellen DeGeneres Show il 25 novembre 2009. Gaga si è esibita con Bad Romance durante lo show inglese The X Factor il 6 dicembre 2009. Durante la performance, i ballerini si muovevano su un palco modellato per sembrare un bagno, mentre Gaga suonava un pianoforte a forma di vasca da bagno, seduta su un gabinetto. Per la performance, i ballerini indossavano un outfit completamente bianco, dotato di mascherina in pizzo, totalmente in contrasto con l'abbigliamento della cantante, costituito da un costume da pipistrello con spalline a punta.

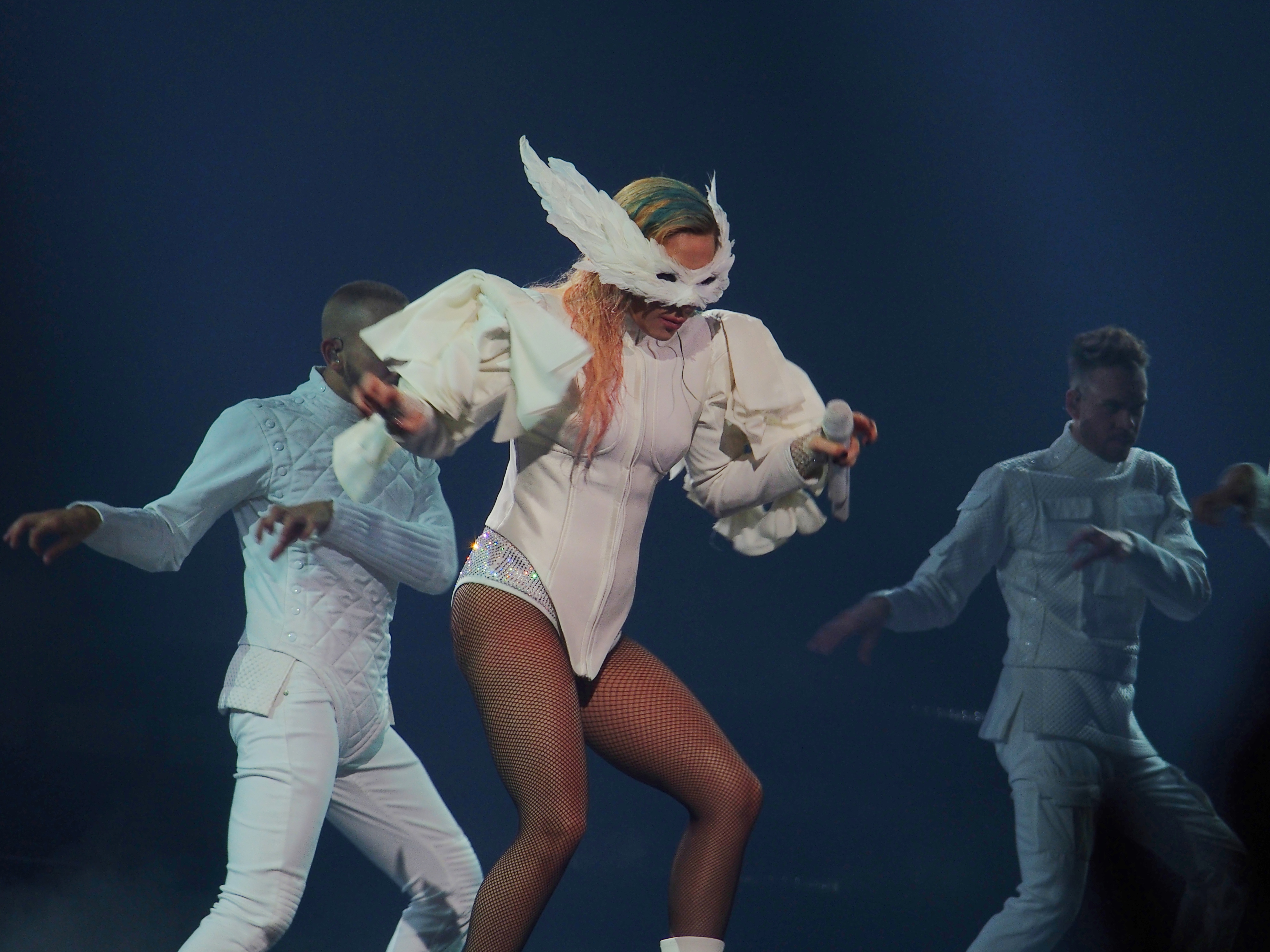
Lady Gaga esegue Bad Romance durante il Joanne World Tour

Bad Romance è stata scelta come canzone di chiusura del Monster Ball Tour. Nella versione originale, Gaga si esibiva nel brano indossando un outfit ispirato agli anni '80, con spalline imbottite e pantaloni a vita alta. La performance iniziava quando Gaga scendeva da una piattaforma simile ad un enorme giroscopio. Nella versione rivisitata, Gaga indossava un abito di Armani metallico simile a carta stagnola accartocciata con occhiali e cappello abbinati.
Il 15 gennaio 2010, Gaga si è esibita con Bad Romance al The Oprah Winfrey Show, indossando una giacca metallica con borchie. In una mano teneva una mazza ferrata legata ad una catena. Bad Romance fu eseguita anche durante il Today Show, in un medley con le canzoni Alejandro, Teeth e Yoü and I.
Nel maggio 2011, Gaga ha cantato il brano durante l'evento Radio 1's Big Weekend a Carlisle. Ha cantato la canzone anche a Good Morning America durante la sessione di concerti estivi Summer Concert Series. Il brano è stato il pezzo d'apertura dello show, e Gaga ha fatto la sua entrata trascinata verso il palco da una cintura, mentre durante l'esibizione allungava le mani verso il pubblico, mentre veniva sparsa della nebbia finta sul palco. Iniziata la canzone, i ballerini hanno levato il mantello rosso che copriva Gaga, svelando una tuta rossa con stivali in pizzo neri.
La canzone ha fatto parte anche del terzo tour mondiale della cantante, intitolato The Born This Way Ball. La canzone veniva eseguita seguendo la coreografia originale, mentre Gaga indossava un abito bianco in vernice con inserti in feltro, ed un casco da ariete. L'outfit è stato ideato dalla Haus Of Gaga.
Nel 2014 Gaga ha cantato Bad Romance anche durante il suo quarto tour mondiale, ArtRave: The Artpop Ball, durante il quale eseguiva una performance con un abbigliamento ispirato ai rave.
La canzone ha fatto anche parte della scaletta della performance all'half-time show del Super Bowl LI ed in seguito del Joanne World Tour.

## Cover
- Il gruppo hard rock Halestorm ha registrato una versione rock della canzone, inserita poi nell'EP ReAniMate:The CoVeRs eP.
- I ReVamp hanno eseguito live, in molte date del loro tour, una cover di Bad Romance in versione symphonic metal, con tanto di intro orchestrale, assolo di chitarra e una parte cantata in lirico dal soprano e leader della band Floor Jansen.
- Lissie ha registrato una cover del brano, che è stata inserita nel CD singolo di Cuckoo.
- Wilma De Angelis ne ha eseguito live una versione italiana con testo riadattato, dal titolo Dimmi di sì.
- La serie televisiva Glee ha proposto la cover della canzone nell'episodio "Teatralità".
- I Thirty Seconds to Mars ne hanno registrato una cover in versione acustica inclusa nell'edizione speciale di This Is War.
- Il crooner Matteo Brancaleoni nel 2012 ne ha registrato una versione swing nell'album New Life ed una versione dal vivo nel DVD "Live! with Gianpaolo Petrini Big Band" (2011).
- Meryl Streep ha interpretato il brano nella colonna sonora del film Dove eravamo rimasti (2015).
- I Bastille nel 2019 hanno interpretato il brano in un mash-up con il singolo Bad Guy di Billie Eilish.

## Tracce
- Digital download EP

1. Bad Romance – 4:54
2. Bad Romance (Hercules & Love Affair Remix) – 5:11
3. Bad Romance (Chew Fu Remix) – 7:13
4. Bad Romance (Starsmith Remix) – 4:55
5. Bad Romance (Music Video) – 5:14

- Germany Remix Version

1. Bad Romance – Radio Edit 4:21
2. Bad Romance (Chew Fu Remix) – 7:13
3. Bad Romance (Starsmith Remix) – 4:55
4. Bad Romance (Grum Remix) – 4:50
5. Bad Romance (Bimbo Jones Radio Remix) – 3:58
6. Bad Romance (Hercules & Love Affair Remix) – 5:11
7. Bad Romance (Hercules & Love Affair Dub Remix) – 5:11
8. Bad Romance (Music Video) – 5:14

- Digital download

1. Bad Romance – 4:54

- Promo CD Single

1. Bad Romance (Short Radio Edit) – 4:00
2. Bad Romance (Radio Edit) – 4:22
3. Bad Romance (Main) – 4:54

- EU CD Single

1. Bad Romance (Radio Edit) – 4:24
2. Bad Romance (Main) – 4:54

- UK CD Single

1. Bad Romance (Radio Edit) – 4:22
2. Just Dance (Deewaan Mix ft. Ashking, WeDis, Lush, Young Thoro) - 4:16

## Formazione
- Compositori - Lady Gaga, RedOne
- Produttore - RedOne
- Co-Produttrice - Lady Gaga
- Strumenti - RedOne
- Configurazione Voce - RedOne, Lady Gaga
- Montaggio Voce - RedOne, Johnny Severin
- Registrazione - RedOne
- Tecnico Audio - RedOne, Dave Russell, Eelco Bakker
- Coro - Lady Gaga, RedOne
- Mixaggio - Mark "Spike" Stent[51]

## Successo commerciale

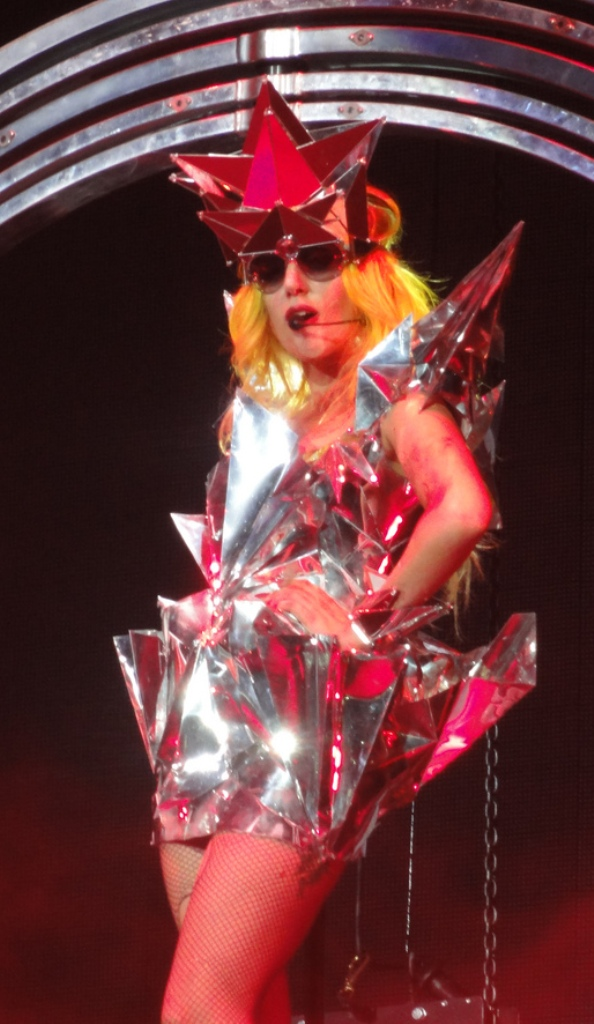
Lady Gaga canta Bad Romance al The Monster Ball Tour nel 2010

Negli Stati Uniti, Bad Romance ha debuttato alla 9ª posizione della Billboard Hot 100 il 14 novembre 2009, vendendo 143 000 download digitali. Diventa, inoltre, il terzo migliore debutto della cantante dopo The Edge of Glory alla 3ª posizione e Born This Way alla 1ª. Dopo due settimane, il brano sale sino al 2º posto, che diverrà la sua massima posizione raggiunta. Il brano è riuscito a ottenere il primo posto nella classifica delle suonerie più scaricate nella prima settimana del 2010 negli Stati Uniti. Dopo la performance dell'artista al Super Bowl LI del 5 febbraio 2017, Bad Romance è entrato nuovamente nella Billboard Hot 100 alla posizione numero 50, dopo 8 anni dalla sua pubblicazione. A febbraio 2018, le vendite del singolo ammontano negli Stati Uniti a 5 800 000 copie.
In Francia, Bad Romance debutta direttamente al primo posto con una vendita pari a
3 569 copie ed è stato certificato disco di platino dalla Syndicat national de l'édition phonographique per avere venduto oltre 200 000 copie.
Dopo la sua uscita nel Regno Unito, Bad Romance ha debuttato al quattordicesimo posto. Nella sua settima settimana di presenza, il singolo raggiunge il primo posto con 72 918 copie vendute. Lady Gaga divenne così la prima cantante femminile nella storia ad avere avuto tre singoli al primo posto in un solo anno, in Inghilterra. Bad Romance, due settimane dopo, torna nuovamente ad occupare la 1ª posizione con altre 76 265 copie vendute. Nel 2013, dopo la pubblicazione di Applause, la Official Charts Company ha confermato che Bad Romance ha venduto un milione di copie sul suolo britannico.
In Italia, Bad Romance, è il singolo più venduto della cantante, nonché l'unico ad aver raggiunto la prima posizione nella classifica ufficiale FIMI, vendendo oltre 60 000 download tra il 2009 e il 2010. È inoltre arrivato al 9º posto dei brani più venduti in Italia nel 2010, secondo i dati della Federazione Industria Musicale Italiana.

## Classifiche

### Classifiche settimanali
| Classifica (2009-25) | Posizione massima |
| -------------------- | ----------------- |
| Australia            | 2                 |
| Austria              | 1                 |
| Belgio (Fiandre)     | 2                 |
| Belgio (Vallonia)    | 4                 |
| Brasile              | 23                |
| Bulgaria             | 1                 |
| Canada               | 1                 |
| Danimarca            | 1                 |
| Europa               | 1                 |
| Finlandia            | 1                 |
| Francia              | 1                 |
| Germania             | 1                 |
| Irlanda              | 1                 |
| Italia               | 1                 |
| Lussemburgo          | 2                 |
| Norvegia             | 1                 |
| Nuova Zelanda        | 2                 |
| Paesi Bassi          | 7                 |
| Regno Unito          | 1                 |
| Repubblica Ceca      | 1                 |
| Russia               | 1                 |
| Singapore            | 17                |
| Slovacchia           | 1                 |
| Spagna               | 1                 |
| Stati Uniti          | 2                 |
| Stati Uniti (dance)  | 1                 |
| Svezia               | 1                 |
| Svizzera             | 2                 |
| Ucraina              | 2                 |
| Ungheria             | 2                 |

### Classifiche di fine anno
| Classifica (2009) | Posizione |
| ----------------- | --------- |
| Australia         | 31        |
| Austria           | 27        |
| Belgio (Fiandre)  | 86        |
| Danimarca         | 42        |
| Irlanda           | 10        |
| Italia            | 18        |
| Nuova Zelanda     | 29        |
| Regno Unito       | 17        |
| Russia            | 136       |
| Svezia            | 53        |
| Classifica (2010) | Posizione |
| Australia         | 26        |
| Austria           | 9         |
| Belgio (Fiandre)  | 31        |
| Belgio (Vallonia) | 10        |
| Canada            | 3         |
| Danimarca         | 28        |
| Europa            | 1         |
| Francia           | 11        |
| Germania          | 17        |
| Irlanda           | 12        |
| Italia            | 9         |
| Nuova Zelanda     | 31        |
| Paesi Bassi       | 57        |
| Regno Unito       | 30        |
| Russia            | 23        |
| Spagna            | 6         |
| Stati Uniti       | 8         |
| Svezia            | 15        |
| Svizzera          | 13        |
| Ucraina           | 8         |
| Classifica (2011) | Posizione |
| Russia            | 171       |
| Ucraina           | 118       |

### Classifiche di fine decennio
| Classifica (2010-19) | Posizione |
| -------------------- | --------- |
| Stati Uniti          | 84        |

## Pubblicazioni
| Nazione     | Data             | Formato           |
| ----------- | ---------------- | ----------------- |
| Regno Unito | 25 ottobre 2009  | Download digitale |
| Regno Unito | 23 novembre 2009 | CD                |
| Stati Uniti | 19 ottobre 2009  | Airplay           |
| Stati Uniti | 26 ottobre 2009  | Download digitale |
| Australia   | 27 novembre 2009 | CD                |